# 비흐티

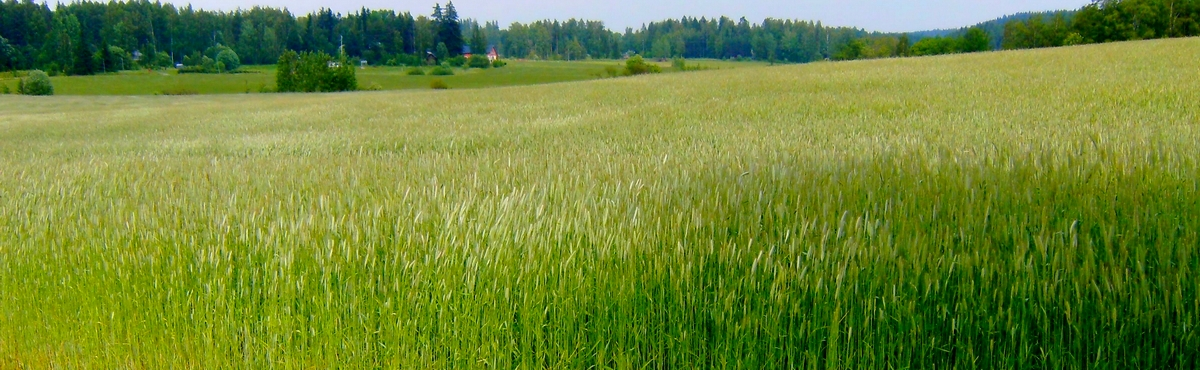
비흐티의 밀밭

비흐티의 위치

비흐티(핀란드어: Vihti, 스웨덴어: Vichtis 빅티스[*])는 핀란드 우시마 지역에 위치한 도시로 면적은 522.06km2, 인구는 28,933명(2016년 3월 31일 기준), 인구 밀도는 55.42명/km2이다.

시 문장